# Grottorna vid Ignaberga
Grottorna vid Ignaberga este o arie protejată (sit de importanță comunitară — SCI) din Suedia întinsă pe o suprafață de 0,13 ha, integral pe uscat.

## Localizare
Centrul sitului Grottorna vid Ignaberga este situat la coordonatele 56°06′51″N 13°50′44″E / 56.1141°N 13.845498°E.

## Înființare
Situl Grottorna vid Ignaberga a fost declarat sit de importanță comunitară în decembrie 2020 pentru a proteja 1 specie de animale.

## Biodiversitate
Situată în ecoregiunea continentală, aria protejată conține 1 habitat natural: Peșteri inaccesibile publicului.
La baza desemnării sitului se află o specie protejată de  mamifere: liliac cârn (Barbastella barbastellus).